# Vlaams Belang
Vlaams Belang (in olandese: Interesse Fiammingo) è un partito politico populista di destra della Comunità fiamminga del Belgio, che rivendica l'indipendenza delle Fiandre nonché una stretta regolamentazione dell'immigrazione.
È stato fondato nel novembre 2004 come diretto successore del Vlaams Blok (Blocco Fiammingo), che aveva decretato il suo autoscioglimento a seguito di una condanna, da parte della Corte di cassazione del Belgio, per violazione della legge belga del 1981 sul razzismo e la xenofobia.
Il Vlaams Belang è considerato dagli osservatori politici un partito di estrema destra che avoca a sé la tutela e la rappresentanza della comunità fiamminga.

## Storia
Il Vlaams Blok fu fondato nel 1978 da alcuni dissidenti dell'Unione Popolare ed alcuni esponenti del Movimento fiammingo. Negli anni, il partito vide crescere costantemente il proprio consenso: alle elezioni del 1981 il Vlaams Blok ottenne l'1,1% dei voti ed 1 seggio, nel 1985 l'1,6% e nel 1987 l'1,9% (2 seggi). Nel 1991 e nel 1995, il Vlaams Blok ottenne rispettivamente il 6,6% ed il 7,8%, riuscendo ad eleggere 11 e 12 deputati. Nel 1999, sfiorò il 10% dei voti ed elesse 15 deputati, un dato ulteriormente migliorato nel 2003 (11,6% e 18 seggi). Lo stesso trend fu evidenziato anche dalle elezioni regionali: nella Regione di Bruxelles-Capitale il partito fiammingo passo dal 2,1% del 1989 al 4,7% del 2003, e nelle Fiandre dal 12,3% del 1995 al 24,2% del 2004.
Contemporaneamente alla sua affermazione, gli altri partiti fiamminghi, ritenendo la politica del Vlaams Blok incompatibile con i valori democratici, crearono nel corso degli anni 1990 il cosiddetto "cordone sanitario" impegnandosi pubblicamente a rifiutare qualsiasi apparentamento elettorale e alleanza parlamentare con questo partito. Sulle stesse posizioni, anche il re del Belgio prese la decisione di non convocare i rappresentanti del Vlaams Blok alle consultazioni per la formazione del governo.
Nel 2002, in una intervista alla televisione di stato olandese, il vicepresidente del partito, Roeland Raes espresse delle posizioni negazioniste sull'Olocausto che suscitarono un'eco mediatica tale da forzare il politico alle dimissioni.
Nell'aprile 2004, la corte di appello di Gand decretò che il Vlaams Blok violava la legge belga del 1981 sul razzismo e la xenofobia per i continui richiami alla segregazione razziale e alla discriminazione degli immigrati. Con una sentenza confermata in cassazione il 9 novembre dello stesso anno, il partito fiammingo veniva sanzionato con una multa di 40 000 euro e obbligato ad espungere dal proprio programma politico ogni elemento di razzismo. A seguito della condanna, il partito decise l'autoscioglimento e la fondazione di un nuovo soggetto politico, il Vlaams Belang.
Nelle elezioni legislative del 2007, il nuovo partito ha ottenuto il 21% delle preferenze nelle Fiandre, pari 11,99% a livello nazionale, con un incremento dello 0,3%. Nonostante l'incremento in termini percentuali, i nazionalisti fiamminghi passano da 18 a 17 seggi. L'attuale leader del partito è Bruno Valkeniers. Alla europee del 2009 il partito perde consensi attestandosi al 9,86% ed eleggendo 2 eurodeputati che si collocano nel gruppo dei Non iscritti. Alle elezioni politiche del 2010 i nazionalisti perdono ancora consensi fermandosi al 7,76% ed eleggendo 12 deputati. In vista delle europee del 2014 Interesse Fiammingo stringe un'alleanza, guidata da Marine Le Pen, con altri movimenti euroscettici. VB ottiene solo il 4,26% e un seggio. Alle contemporanee elezioni politiche VB raccoglie solo 3,67% ed ottiene 3 seggi.

## Ideologia
Il Vlaams Belang persegue una politica storicamente etnonazionalista e conservatrice, volta principalmente all'ottenimento dell'indipendenza della regione delle Fiandre (penalizzate, secondo il partito, dagli ingiustificati trasferimenti fiscali verso Bruxelles e la Vallonia); è ostile alla monarchia belga e auspica la creazione di una repubblica fiamminga, che includa anche il territorio di Bruxelles, a cui verrebbe garantito il bilinguismo olandese-francese.
Dal punto di vista economico, la politica del Vlaams Belang è liberista e improntata alla riduzione dell'intervento statale sull'economia e a un ridimensionamento del ruolo dei sindacati. In campo amministrativo, il partito si batte per l'abolizione degli incentivi amministrativi ed educativi (facilités/faciliteiten) per i francofoni che vivono nelle sei municipalità attorno a Bruxelles, dove i parlanti il francese sono la maggioranza.
Altri punti del programma politico sono l'eliminazione del diritto di voto nelle elezioni comunali agli immigrati che non abbiano chiesto la naturalizzazione, il veto all'ingresso della Turchia nell'Unione Europea come contrasto ad una paventata islamizzazione del continente, l'estensione della legittima difesa al proprio domicilio e alle proprietà, l'antiabortismo, il rifiuto delle unioni omosessuali e una politica di incentivi alla natalità.
Le posizioni del Vlaams Belang lo collocano quindi tra i partiti rappresentanti il populismo di destra.
Terminata la parentesi nel gruppo di estrema destra Identità, Tradizione, Sovranità, gli europarlamentari espressione del partito aderiscono al gruppo dei Non iscritti, assumendo una politica marcatamente regionalista e critica verso l'Unione Europea. Nel 2015 entrano a far parte del gruppo Europa delle Nazioni e delle Libertà, e aderiscono nel 2019 a Identità e Democrazia.

## Presidenti

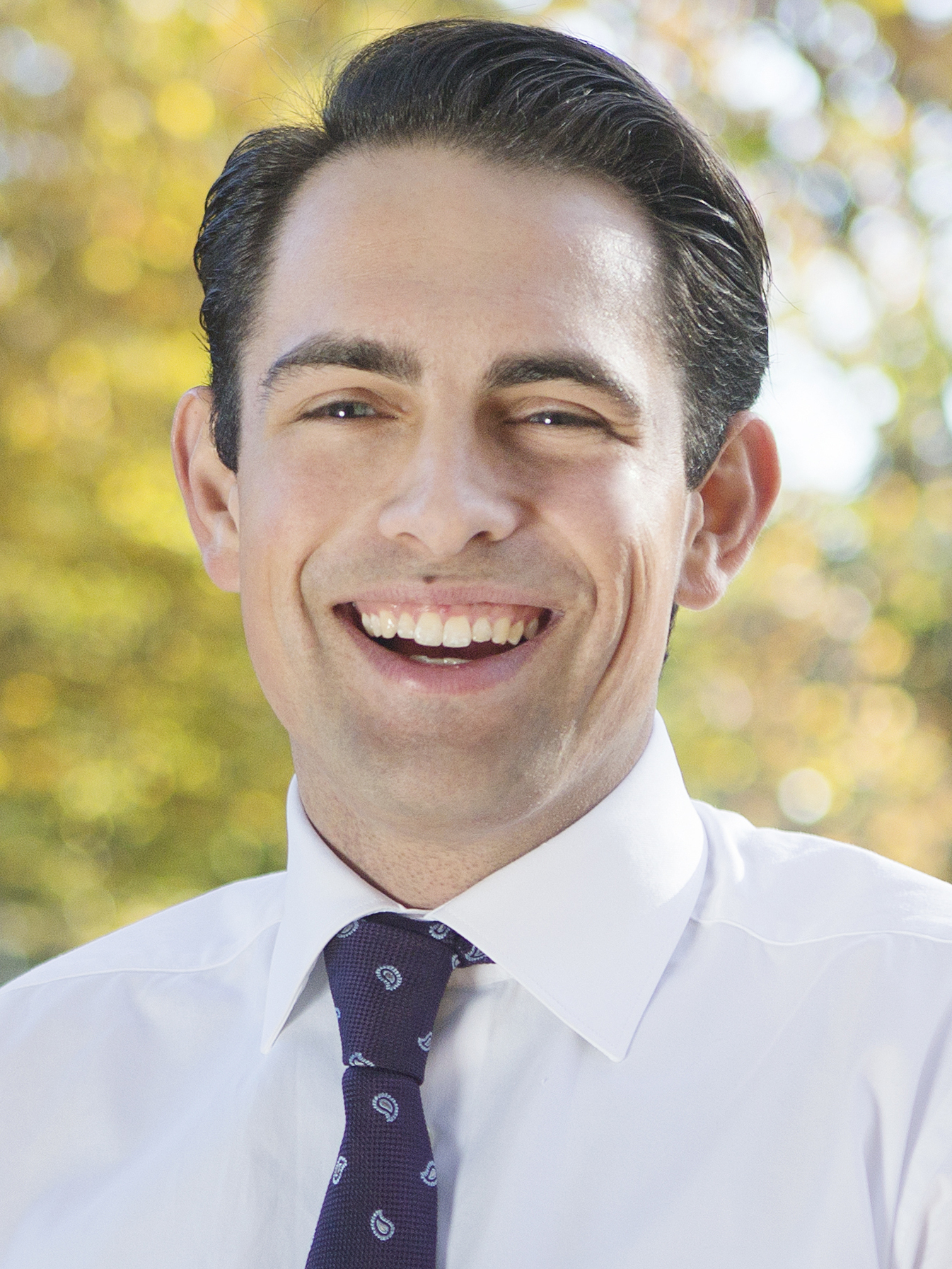
Tom Van Grieken, presidente dal 2014

| Presidente       | Inizio | Fine      | Durata  | Note              |
| ---------------- | ------ | --------- | ------- | ----------------- |
| Karel Dillen     | 1978   | 1996      | 18 anni | Mandato più lungo |
| Frank Vanhecke   | 1996   | 2008      | 12 anni |                   |
| Bruno Valkeniers | 2008   | 2012      | 4 anni  |                   |
| Gerolf Annemans  | 2012   | 2014      | 2 anni  | Mandato più corto |
| Tom Van Grieken  | 2014   | in carica | 8 anni  |                   |

## Risultati elettorali
| Elezioni          | Voti    | Seggi    |
| ----------------- | ------- | -------- |
| Europee 2004      | 930 731 | 3 / 24   |
| Parlamentari 2007 | 799 844 | 17 / 150 |
| Europee 2009      | 647 170 | 2 / 22   |
| Parlamentari 2010 | 506 697 | 12 / 150 |
| Europee 2014      | 284 856 | 1 / 21   |
| Parlamentari 2014 | 247 738 | 3 / 150  |
| Europee 2019      | 811 169 | 3 / 21   |
| Parlamentari 2019 | 810 177 | 18 / 150 |
| Europee 2024      | 995 868 | 3 / 22   |
| Parlamentari 2024 | 961 601 | 20 / 150 |